# 上淡水社
上淡水社（荷蘭語：Tapouliangh）又名上澹水社，大木連社。於荷清治台時期為屬台灣平埔原住民馬卡道族鳳山八社之一。該社最大特色為沒有其他鳳山縣平埔族特有的墮胎風俗，後因漢人移民因素，全社遷移他處。在人口方面，就1650年調查，上淡水社連同鄰近的下淡水社和萬丹社共有3,703人。

## 概述
荷治時期，為報復荷蘭士兵被殺，以及意圖控制台南、高雄平原，荷蘭大員當局與新港社千人聯軍在1635年聖誕節發動搭加里揚之戰，攻擊堯港、大岡山附近、今阿公店溪南岸、當時勢力強盛的搭加里揚社，搭加里揚社與南方鄰近社群從高雄平原遷逃到屏東平原，1636年2月4日，搭加里揚社與三分社的代表，包括大木連社（上淡水社），前往大員投降認錯簽訂和約，接受荷蘭的統治，荷軍完全清空高雄平原。
搭加里揚之戰之後，上淡水社遷逃至北屏東一帶，而其分布地點約位於今屏東縣萬丹鄉社皮村附近。清康熙54年（1715）上淡水社業主文郎、巴寧和陳姓管事為主的眾多漢佃簽訂大型墾約，開墾廣安庄附近田塊，稱為戀戀庄（又名連連庄）。除此之外，還有施世榜家族占墾的公館庄（今屏東市公館）、「盧林李」墾號所拓墾的部分區域皆屬上淡水社土地。來自中國大陸的漢人大量移民入墾屏東地區，巨大的族群壓力及相關政策如屯番制迫使上淡水社居民遷移，主要遷至屏東縣內埔鄉一帶，可能為中林、老埤、隘寮及番仔厝。